# Walter Etan
Walter Etan, Walter Ejtan (ur. jako Walter Atinghaosen 24 lipca 1910 w Monachium, zm. 23 maja 2001 w Jerozolimie) – izraelski polityk i dyplomata, pierwszy dyrektor Ministerstwa Spraw Zagranicznych Izraela, uważany za twórcę dyplomacji współczesnego państwa Izrael.

## Życiorys

### Młodość
Urodził się jako Walter Atinghaosen w Monachium, wówczas w Republice Weimarskiej.
W 1914 wraz z rodziną wyemigrował do Wielkiej Brytanii. Odebrał tradycyjne żydowskie wykształcenie. Następnie studiował nauki humanistyczne na University of Oxford. W wieku 26 lat został najmłodszym profesorem w historii tej uczelni. W latach 1936–1946 wykładał język niemiecki. Podczas II wojny światowej wszedł w skład zespołu brytyjskich kryptologów pracujących w Bletchley Park nad złamaniem niemieckiego szyfru kodującego Enigmy. Pochodził z Niemiec i doskonale znał język niemiecki. Natomiast pochodzenie żydowskie zwalniało go ze wszelkich podejrzeń o sprzyjanie Niemcom. Później napisał we wspomnieniach, że podczas rozszyfrowywania jednej z niemieckich depesz z Grecji po raz pierwszy zetknął się z wyrażeniem endlösung i zdał sobie sprawę z Holocaustu. Przez cały ten czas był aktywnym działaczem ruchu syjonistycznego, współpracując z oddziałem Agencji Żydowskiej w Londynie.

### Kariera polityczna
W marcu 1946 Etan wyemigrował do brytyjskiego Mandatu Palestyny i zamieszkał w Jerozolimie. Pierwszym zadaniem mu powierzonym przez przywództwo społeczności żydowskiej w Palestynie, było utworzenie grupy dyplomatów działających przy Departamencie Politycznym Agencji Żydowskiej. Gdy w czerwcu 1946 brytyjskie władze mandatowe aresztowały wielu żydowskich przywódców, Etan otrzymał nietypową pracę. Każdego dnia, dokładnie o godzinie 12 w południe, spotykał się z przedstawicielami międzynarodowych mediów i informował ich o działaniach na rzecz utworzenia w przyszłości państwa żydowskiego.
W samej Palestynie rozwijało się osadnictwo żydowskie, będące silnym czynnikiem pobudzającym konflikt żydowsko-arabski. Władze społeczności żydowskich wykazywały pozytywne zainteresowanie brytyjskimi planami podziału Palestyny i budowy dwóch równorzędnych państw. Odmiennie postąpili arabscy przywódcy – odrzucili oni jakiekolwiek propozycje brytyjskie, zapowiadając walkę aż do uzyskania pełnej samodzielności. Narastające antagonizmy doprowadziły do wybuchu konfrontacji zbrojnej pomiędzy obydwoma społecznościami. W następstwie tego, Wielka Brytania zrzekła się 14 lutego 1947 roli mediatora. 2 kwietnia sprawa Palestyny została poddana pod obrady Zgromadzenia Ogólnego Organizacji Narodów Zjednoczonych. Od 28 kwietnia do 15 maja 1948 trwała I Sesja Specjalna Zgromadzenia Ogólnego NZ w sprawie Palestyny, która powołała Specjalny Komitet do Spraw Palestyny (ang. United Nations Special Committee on Palestine – UNSCOP). Wysoki Komitet Arabski zajął przy tym stanowisko, że Specjalny Komitet nie ma prawa podejmować żadnych decyzji w sprawie Palestyny, i odmówił współpracy. W wyniku rozbieżności zdań Zgromadzenie Ogólne powołało 23 września Komitet Ad Hoc do Spraw Problemu Palestyńskiego. Etan uczestniczył w spotkaniach z Komitetem, a następnie był członkiem żydowskiej delegacji na Zgromadzeniu Ogólnym ONZ. Zgromadzenie zaakceptowało raport Komitetu Ad Hoc i przyjęło 29 listopada 1947 Rezolucję nr 181 w sprawie rozwiązania konfliktu arabsko-żydowskiego w Palestynie, poprzez utworzenie dwóch państw: arabskiego i żydowskiego.
Po powrocie do Palestyny, Etan zajął się tworzeniem podwalin struktur izraelskiej dyplomacji, i pod koniec stycznia 1948 przedstawił projekt organizacji Ministerstwa Spraw Zagranicznych Izraela. W dniu 11 marca 1948 Arabowie zdetonowali samochód-pułapkę przed budynkami Agencji Żydowskiej w Jerozolimie. W zamachu tym Etan został lekko ranny w głowę. Po ogłoszeniu 14 maja 1948 Deklaracji niepodległości Izraela, Etan został wezwany przez ministra spraw zagranicznych Moszego Szareta z Jerozolimy do Tel Awiwu. Został mianowany pierwszym dyrektorem Ministerstwa Spraw Zagranicznych Izraela. Etan kształtował charakter izraelskiej dyplomacji. W 1949 stał na czele izraelskiej delegacji negocjującej Porozumienia z Rodos, a następnie na Konferencji Lausanne. Następne lata były niezwykle trudne dla izraelskiej dyplomacji. Od 1952 Etan prowadził tajne rozmowy w sprawie wypłaty odszkodowań przez Niemcy, a w 1956 doszło do kryzysu sueskiego. W 1960 udał się misją dyplomatyczną do Francji, gdzie przez dziesięć lat pełnił funkcję ambasadora. Równocześnie prowadził swoją pracę naukową, publikując kilka książek. Po powrocie do Izraela, w 1970 zrezygnował z pracy w MSZ.

### Późniejsza działalność
W latach 1972–1978 pełnił obowiązki prezesa Israel Broadcasting Authority.
Zmarł 23 maja 2001 roku w Jerozolimie, został pochowany na jerozolimskim cmentarzu Har ha-Menuchot.

## Publikacje
- Frente una Obstinada Beligerancia, Acervo Cultural Editores, Buenos Aires 1957
- Między Izraelem a Narodem, Tel Awiw
- Pierwszych Dziesięć Lat: Dzieje Dyplomacji Izraela, Tel Awiw 1958
- Los diez primeros años. Una historia diplomática de Israel, Ediciones Wainstein, Montevideo 1959